# Diana van Versailles
De Diana van Versailles is een iets meer dan levensgroot marmeren beeld van de Griekse godin Artemis (de Romeinse godin Diana) met een hert, een moderne toevoeging, dat deel uitmaakt van de collectie van het Louvre in Parijs. Het is een Romeinse kopie uit de eerste of tweede eeuw van een verloren gegaan Grieks bronzen origineel uit circa 330 voor Chr. dat soms wordt toegeschreven aan Leochares. Omdat er verschillende van dergelijke kopieën gevonden zijn, wordt de naam Diana van Versailles ook als typenaam gebruikt.

## Herkomst
De herkomst van de Diana van Versailles is onduidelijk, waarschijnlijk is het beeld in Italië gevonden. In 1556 gaf Paus Paulus IV het aan Hendrik II van Frankrijk, een subtiele, maar niet te missen verwijzing naar de maîtresse van de koning, Diana van Poitiers. De koning gaf het beeld een centrale plaats in de Jardin de la Reine bij het kasteel van Fontainebleau. Het was een van de eerste Romeinse beelden die in Frankrijk te bewonderen viel en kon al snel op veel bewonderaars rekenen.
In 1602 liet Hendrik IV de Diana overbrengen naar het Louvre waar een speciaal vertrek voor het beeld gebouwd was, de Salle des Antiques (nu bekend als de Salle des Caryatides). De beeldhouwer Barthélemy Prieur voerde toen restauraties uit en voegde het hert toe, dat in vergelijking met de godin erg klein is.
De Spiegelzaal van het kasteel van Versailles was in de tijd van Lodewijk XIV de volgende bestemming van het kunstwerk. De naam waaronder het beeld nu bekend staat, herinnert aan deze periode. In 1798, tijdens de Eerste Franse Republiek, kreeg de Diana weer een plek in het Louvre, waarna in 1802 een nieuwe restauratie volgde, door de beeldhouwer Bernard Lange.

## Voorstelling
Diana is lopend weergegeven. Ze steunt op haar linkervoet, alleen de tenen van haar rechtervoet raken de grond. Met haar rechterhand pakt ze een pijl uit de koker die ze met een band over haar schouder draagt. In haar linkerhand, die rust op het later toegevoegde hert, houdt ze een fragment van een boog vast. Een boomstronk dient als steun voor het linkerbeen. Dit wijst erop dat het Griekse origineel van brons moet zijn geweest.
Een diadeem siert Diana's golvende haar dat aan de achterkant van haar hoofd is samengebonden. Ze draagt een himation met daaronder een chiton en sandalen.

## Toeschrijving
Al vanaf de zeventiende eeuw werd Leochares als de maker van het origineel van de Diana van Versailles gezien. Dit gebeurde op basis van een vergelijking van de Diana en de Apollo van Belvedère, die beide lopend en in een vergelijkbare stijl zijn weergegeven. Men ging er soms zelfs vanuit dat de beelden een paar vormden. Dit laatste is echter zeer onwaarschijnlijk, omdat er geen enkele vondst bekend is van een standbeeld van Artemis met een beeld van Apollo. Zelfs de toeschrijving aan Leochares is omstreden, zo is er nergens een verwijzing gevonden naar een Artemis van deze beeldhouwer. In het algemeen kan gesteld worden dat de compositie van het beeld typisch is voor de vroeg-hellenistische periode. Dit maakt een datering rond 330 voor Christus mogelijk.

## Andere versies en kopieën
Er zijn verschillende andere beelden bekend die teruggaan op hetzelfde Griekse voorbeeld, onder meer uit Leptis Magna en Perge. In het Nationaal Archeologisch Museum van Athene wordt een relatief goed bewaard gebleven exemplaar tentoongesteld. Diana draagt hier laarzen in plaats van sandalen. Haar rechterhand rust op een hert dat maar gedeeltelijk bewaard is gebleven. Een kleine hond rent onder het hert door. Op haar chinon zijn nog sporen van polychromie te zien.
Ook in de moderne tijd zijn nog kopieën van het beeld gemaakt. Zo werd in 1997 een afgietsel in marmer in de gerestaureerde spiegelzaal in Versailles geïnstalleerd. Aan boord van de Titanic sierde een exemplaar de schoorsteenmantel in de salon van de eerste klas. Robert Ballard ontdekte en fotografeerde dit beeld tijdens een expeditie bij het wrak.

## Afbeeldingen

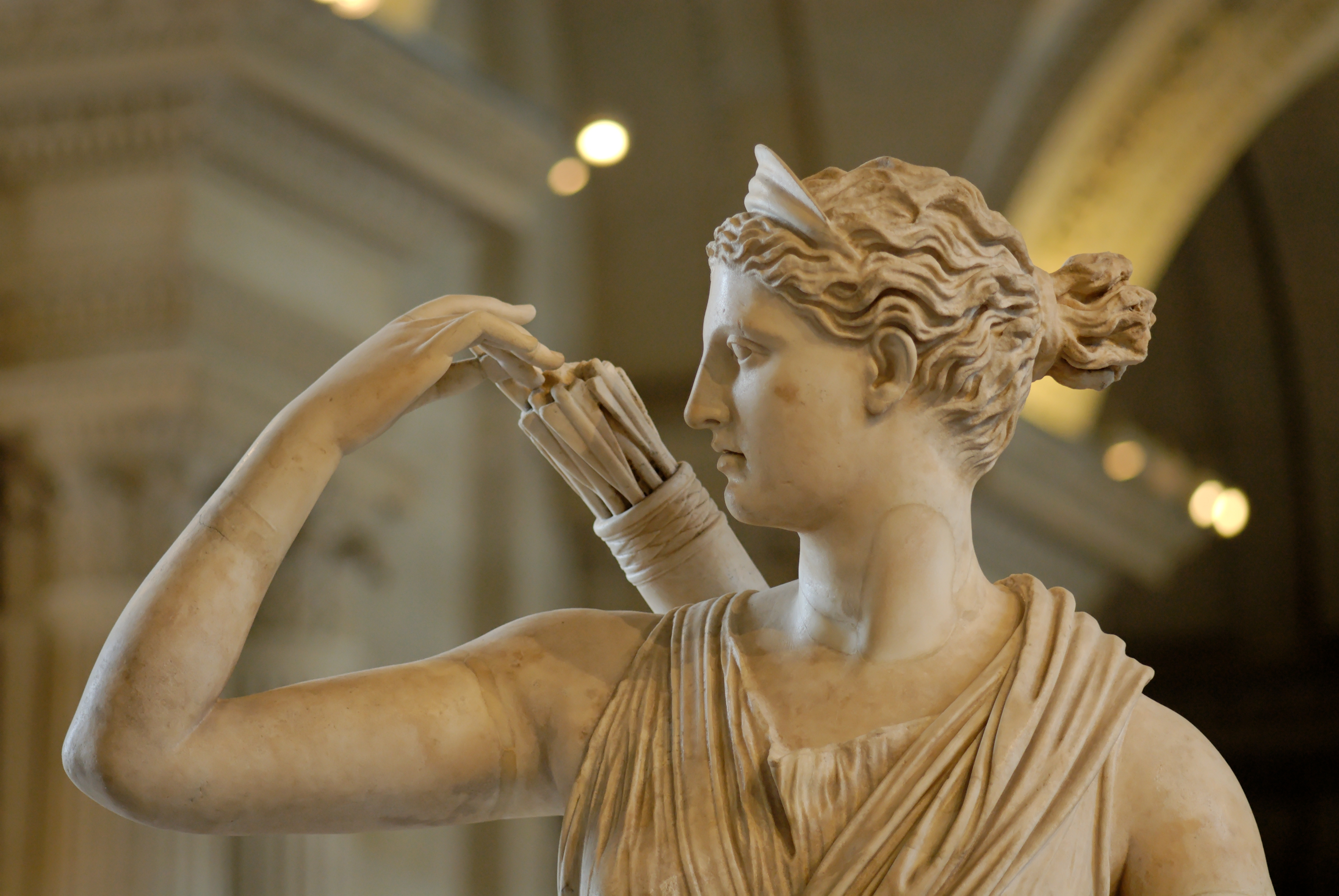
detail
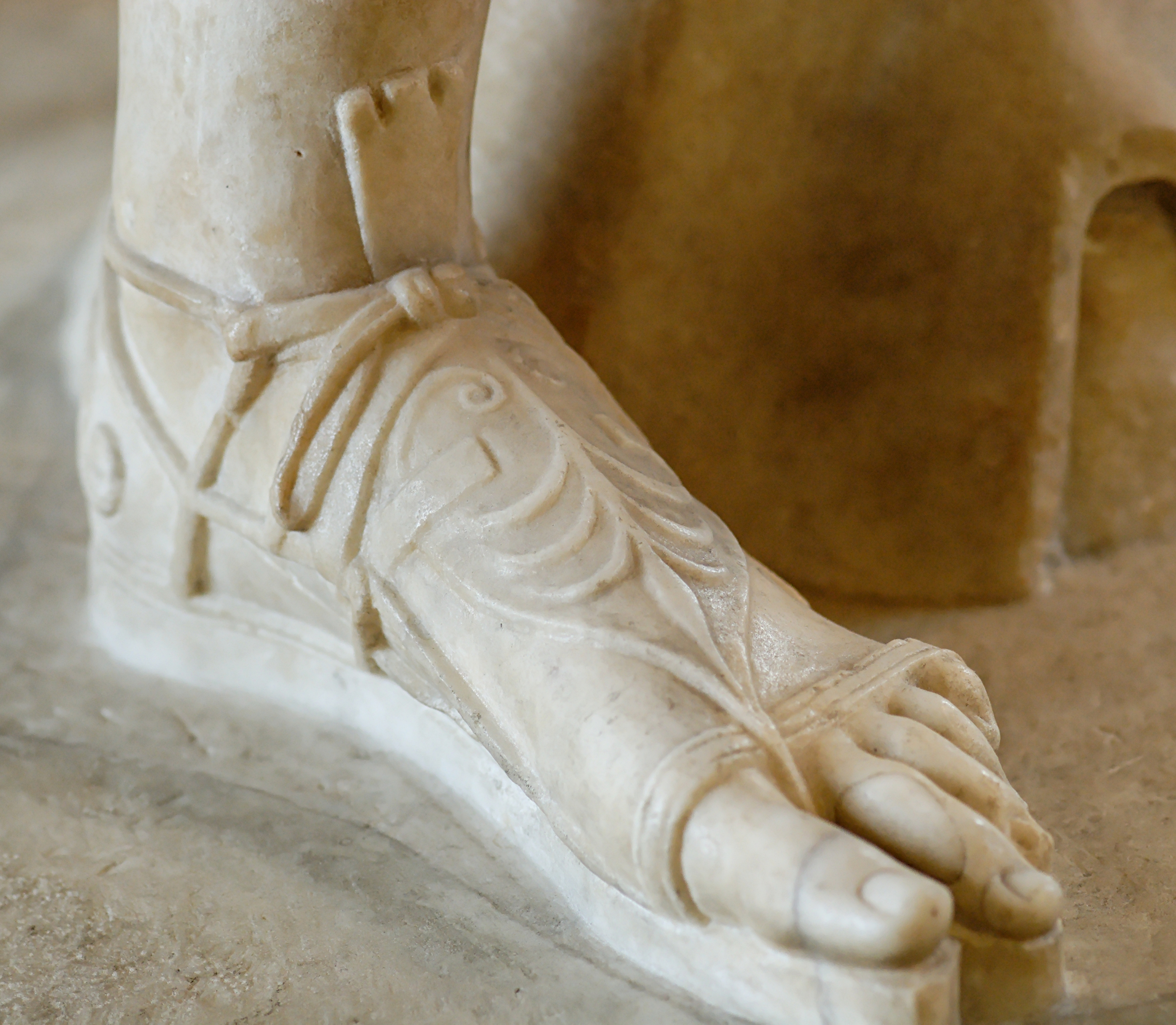
detail
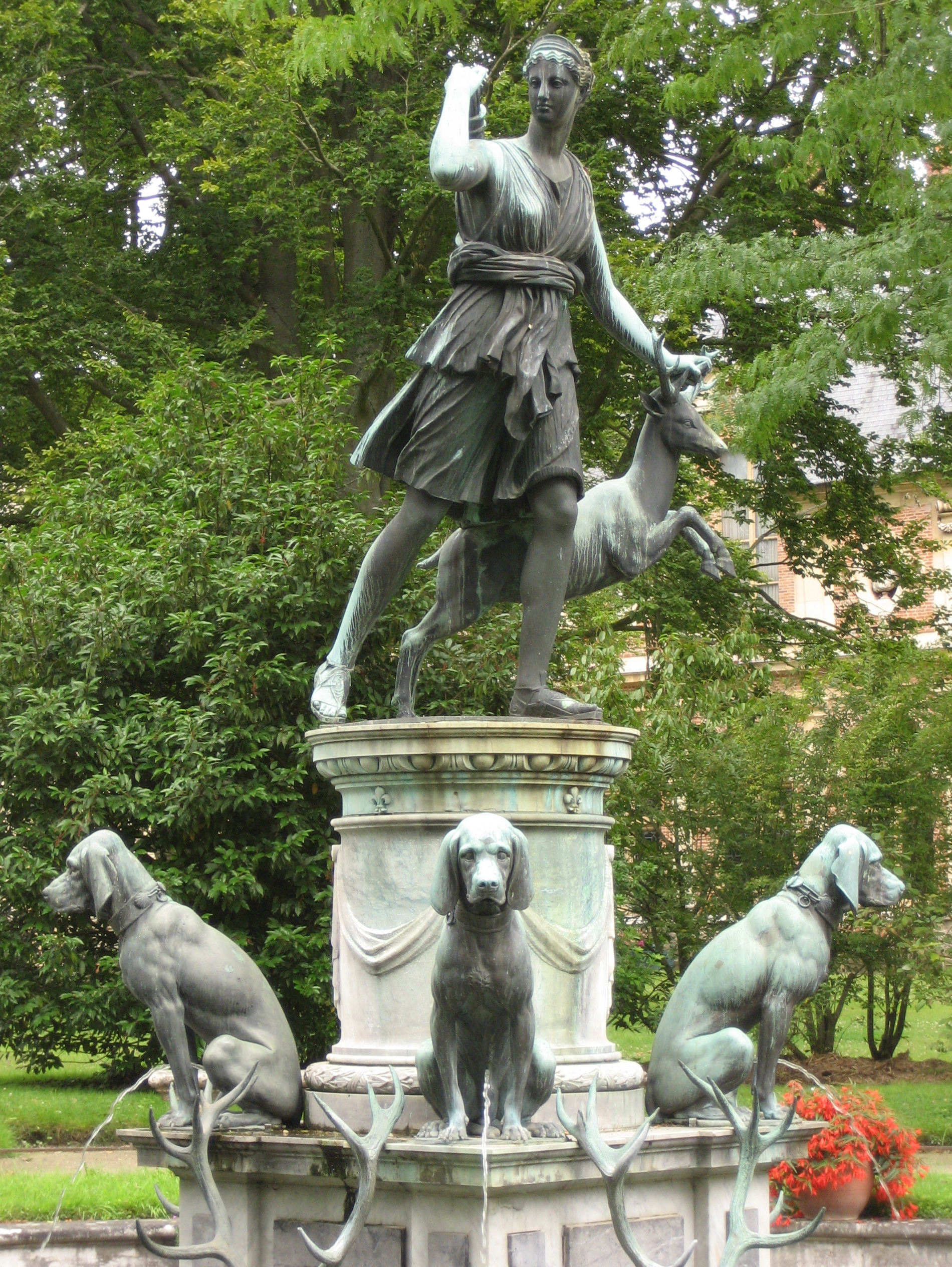
replica in het park van Fontainebleau
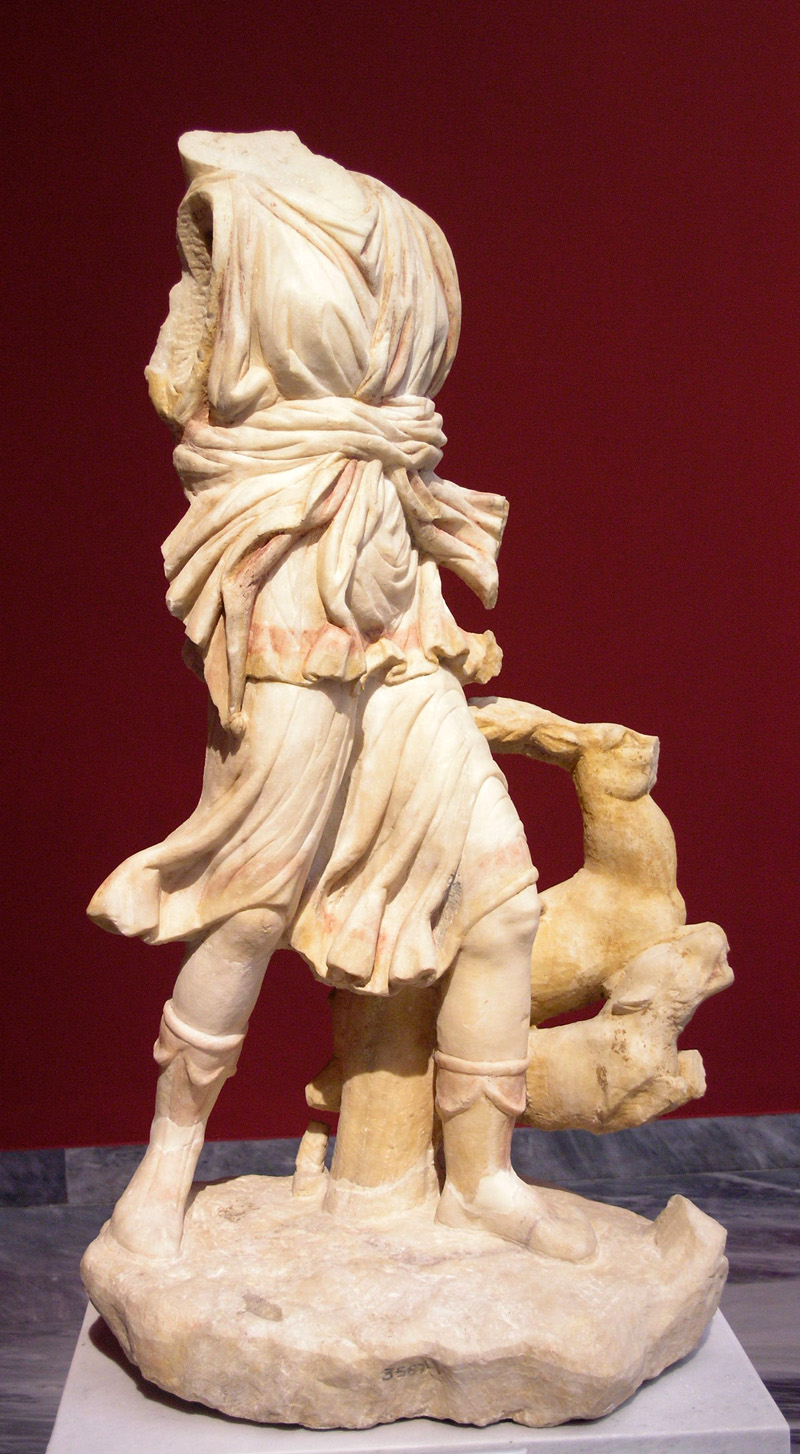
standbeeld van hetzelfde type in het museum in Athene
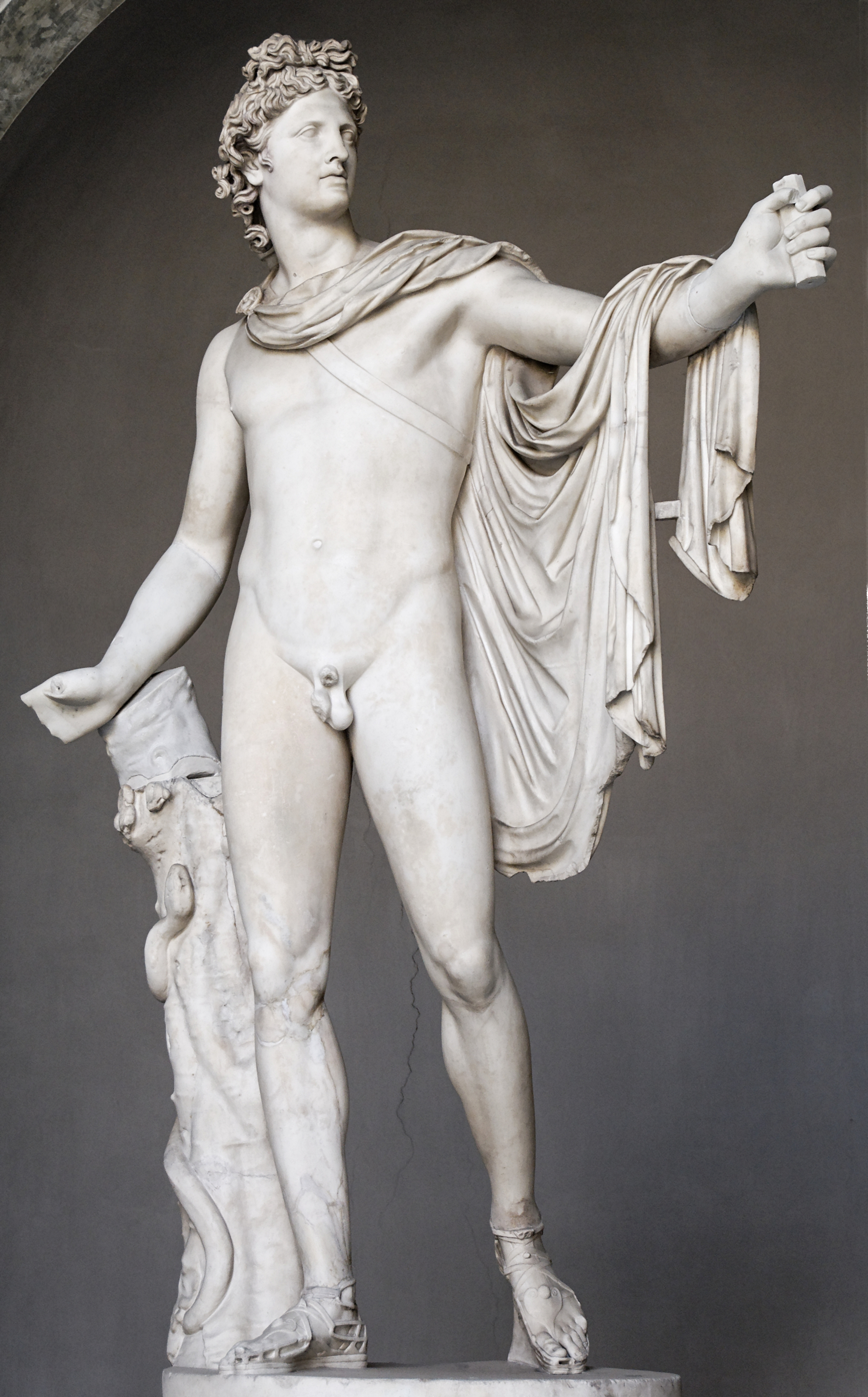
Apollo van Belvedère